# Vitis fengqinensis
Vitis fengqinensis là một loài thực vật hai lá mầm trong họ Nho. Loài này được C.L. Li miêu tả khoa học đầu tiên năm 1996.